# オーヴァー・ザ・トップ (コージー・パウエルのアルバム)
『オーヴァー・ザ・トップ』（Over the Top）は、イギリスのドラマー、コージー・パウエルが1979年に発表した、ソロ名義では初のスタジオ・アルバム。

## 背景
パウエルがレインボー在籍時に発表したアルバムで、当時レインボーの新メンバーとして加入したドン・エイリーも参加した。また、参加メンバーのうちマックス・ミドルトンは、以前パウエルと共にジェフ・ベック・グループで活動し、クレム・クレムソンは1975年にパウエルと共に「ストレンジ・ブリュー」というバンドで活動していた。
「ザ・ローナー（ジェフ・ベックに捧ぐ）」は、元々はミドルトンがジェフ・ベックに提供するつもりで作った曲だが、ベックによる演奏は残されておらず、ミドルトンは2023年のインタビューで曲名に関して「深い意味はない。メロディを元に付けたタイトルで、別にベックが一匹狼だと思っていたわけじゃないよ!」と語っている。タイトル曲はピョートル・チャイコフスキーの『序曲1812年』の翻案で、パウエルは以前より、ライヴにおいてこの曲を流しながらドラム・ソロを演奏していた。
1980年1月8日にBBCで放映された番組『The Old Grey Whistle Test』では、収録曲「キラー」のスタジオ・ライヴ映像が公開されたが、この時は、スタジオ・ヴァージョンに参加したゲイリー・ムーアではなくクレムソンがギターを弾いた。一方、本作ではクレムソンが「ザ・ローナー（ジェフ・ベックに捧ぐ）」のギターを担当したが、ムーアはアルバム『ワイルド・フロンティア』（1987年）において、自身のアレンジを施したカヴァーを発表している。
2017年発売のボックス・セット『ザ・ポリドール・イヤーズ』のディスク1には、本作の全編に加えて、タイトル曲および「ザ・ローナー（ジェフ・ベックに捧ぐ）」のシングル・ヴァージョン、「ハイディ・ゴーズ・トゥ・タウン」、「スウィート・ポイズン」、「ザ・ローナー（ジェフ・ベックに捧ぐ）」の未発表テイクがボーナス・トラックとして収録された。

## 反響・評価
先行シングル「コズミック・ハイウェイ」は全英シングルチャートで62位に達し、本作は全英アルバムチャートで3週トップ100入りして、最高34位を記録した。ジェフ・バートンは2017年、loudersound.comにおいて本作に10点満点中4点を付け「ここでのパウエルは明らかに、彼本来のパワーよりも、演奏スタイルの幅広さを誇示しようとしている」と評している。
同曲は、パウエルの母国イギリスではBBC Radio 1・BBC Radio 2の放送開始・終了のテーマとして用いられたほか、プロレスラーの入場曲としても取り上げられ、大木金太郎、ハクソー・ジム・ドゥガン（新日本プロレス参戦時）、石川雄規が使用している。

## 収録曲
全曲ともインストゥルメンタル。
1. コズミック・ハイウェイ "Theme One" (George Martin) – 3:36
2. キラー "Killer" (Don Airey) – 7:16
3. ハイディ・ゴーズ・トゥ・タウン "Heidi Goes to Town" (Cozy Powell, D. Airey) – 2:59
4. エル・シッド "El Sid" (Bernie Marsden) – 5:09
5. スウィート・ポイズン "Sweet Poison" (Max Middleton) – 6:26
6. ザ・ローナー（ジェフ・ベックに捧ぐ） "The Loner" (M. Middleton) – 4:52
7. オーヴァー・ザ・トップ "Over the Top" (C. Powell, D. Airey) – 8:38

## 参加ミュージシャン
- コージー・パウエル - ドラムス、パーカッション
- バーニー・マースデン - ギター(on #1, #4)
- ゲイリー・ムーア - ギター(on #2)
- クレム・クレムソン - ギター(on #5, #6)
- ドン・エイリー - シンセサイザー(#6を除く全曲)、ピアノ(on #1, #4, #7)
- マックス・ミドルトン（英語版） - ピアノ(on #5)、ローズ・ピアノ(on #5, #6)、モーグ・シンセサイザー(on #6)
- ジャック・ブルース - ベース